# Parapent

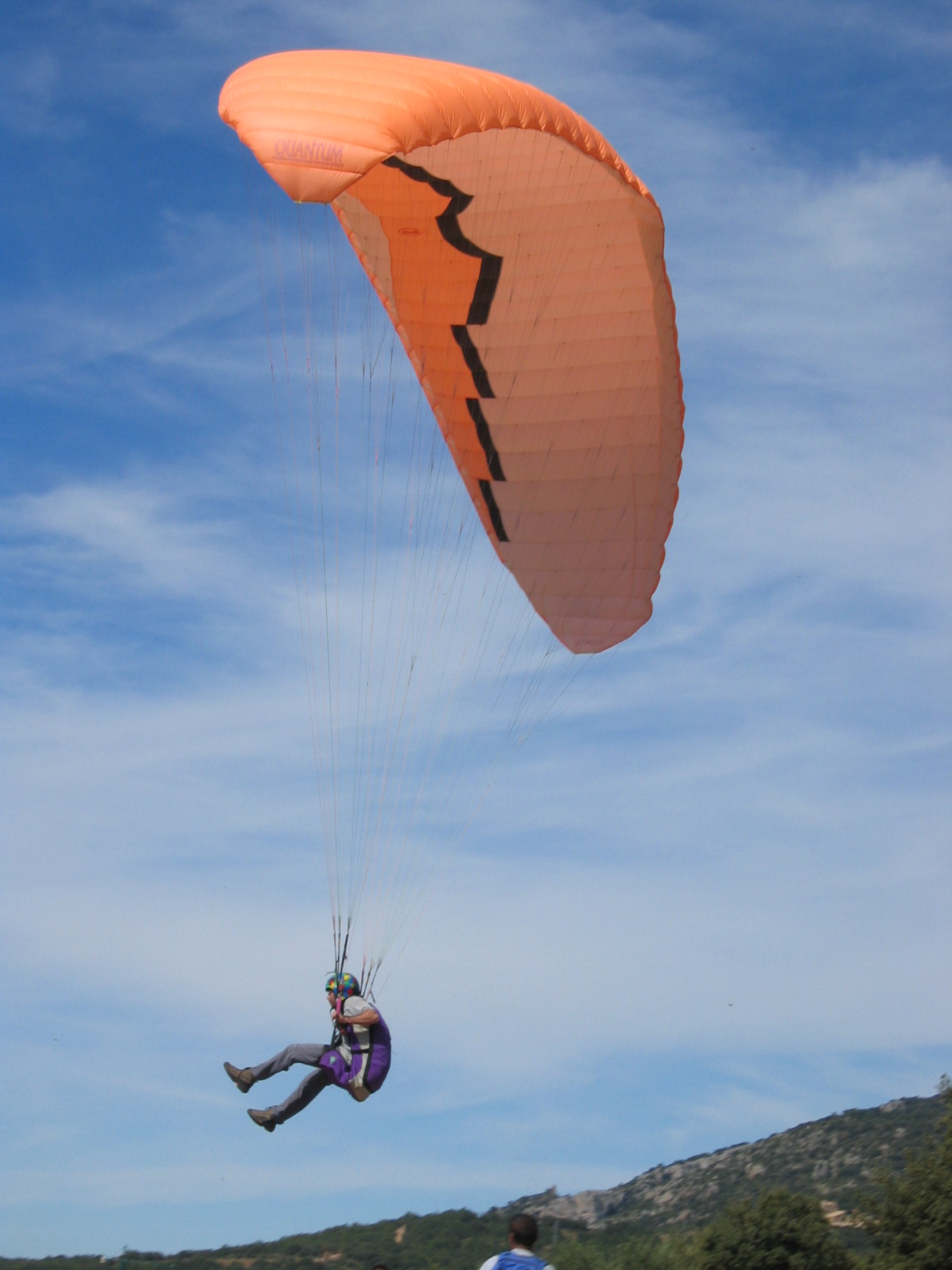
Parapent a Àger (La Noguera)

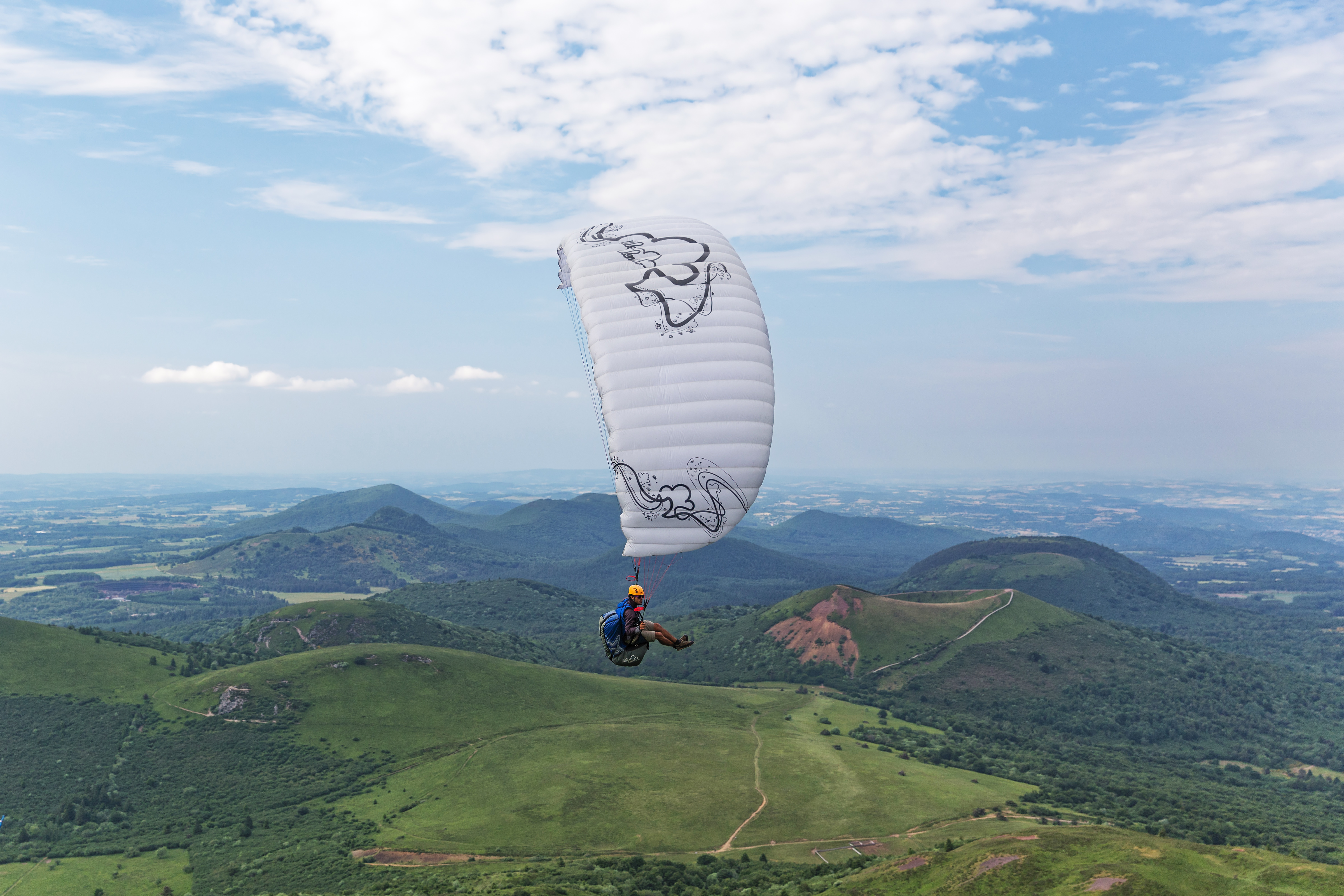

Un parapent, també anomenat ala de pendent, és una aeronau feta únicament de corda i tela i no disposa de cap estructura rígida a part de la cadira del pilot. És similar a un paracaigudes, però amb la diferència fonamental que està dissenyat per volar i no per obrir-se durant una caiguda lliure. Per simplificar, podem dir que un parapent "vola" i un paracaigudes "cau a poc a poc". El vol amb parapent és dels vols més lents que pot experimentar una persona.
Al contrari del que molta gent pensa, el pilot no salta des d'una muntanya, d'un penya-segat o d'un avió, com en el cas d'un paracaigudes, sinó que s'enlaira des d'un punt elevat del relleu amb un mínim de desnivell que permeti de tenir una altura mínima suficient per a enllaçar corrents ascendents que prolonguen el vol durant hores. Un parapent no està dissenyat per suportar una obertura sobtada com ara un paracaigudes, i l'enlairament es fa de manera suau i des de terra.

## Zones de vol
A Catalunya es vola a gran part del territori, tot i que hi ha certes zones de vol que, per les condicions històriques d'orografia i meterologia aglutinen la majoria de centres de vol, escoles i opcions de biplaces comercials. Així, Àger, emplaçament mític i de renom mundial, que ha acollit proves nacionals i internacionals, Organyà, lloc conegut sobretot per la pràctica i l'entrenament de la modalitat de parapent acrobàtic i Berga serien les zones amb més tirada d'aquest esport.
No obstant, altres zones com Santa Brígida d'Amer, Les Malloles (Igualada), Serrateix, Bellmunt, Ogassa, i muntanyes com Montserrat, el Pedraforca, Rasos de Peguera o els Cingles de Bertí també són emplaçaments reconeguts per les seves bones condicions i història en la pràctica del parapent.

## Normativa
Per volar en parapent de forma autònoma cal un curs en una de les diferents escoles certificades per la Federació Aèria Catalana (FAC) que existeixen i seguir la formació fins a fer l'examen d'alumne avançat, que es realitza aproximadament quan s'han fet 50 vols en instrucció. Superat l'examen, restaran 50 vols més supervisats per un pilot per poder sol·licitar el títol de pilot a la Federació.

## Clubs
A nivell recreatiu i associatiu, els pilots s'agrupen en Clubs esportius per compartir experiències de vol, gestionar les diferents zones i/o organitzar i participar en competicions de parapent, ja sigui en modalitat acrobàtica o de vol de llarga distància (cross).